# FC Unisport-Auto Chișinău
FC Unisport-Auto Chișinău a fost un club de fotbal din Republica Moldova, care a existat din 1991 până în 2005.

## Istoric
Denumirile echipei de-a lungul timpului.
- 1991: Amocom Chișinău
- 1994: Sportul Studențesc Chișinău
- 1996: Fuziune cu Universul Trușeni și Bucuria Chișinău, formând Unisport Chișinău
- 1999: Fuziune cu FC Nistru Otaci formând Nistru-Unisport Otaci
- 2000: Fuziunea cu Nistru anulată, reinițializare ca Unisport-Auto Chișinău în Divizia "A"

### Evoluții
| Sezon                                             |     | Poz. | M  | V  | R | Î  | GM | GP | P  | Cupă               | Note                                     |
| ------------------------------------------------- | --- | ---- | -- | -- | - | -- | -- | -- | -- | ------------------ | ---------------------------------------- |
| 1996–97                                           | DN  | 9    | 30 | 12 | 5 | 13 | 40 | 44 | 41 | 1/16               |                                          |
| 1997–98                                           | DN  | 7    | 26 | 11 | 5 | 10 | 23 | 32 | 38 | 1/16               |                                          |
| 1998–99                                           | DN  | 10   | 18 | 3  | 4 | 11 | 12 | 29 | 13 | 1/16               | A câștigat play-off-ul de retrogradare   |
| Licența clubului acordată echipei FC Nistru Otaci |     |      |    |    |   |    |    |    |    |                    |                                          |
| 2000–01                                           | „A” | 9    | 30 | 12 | 4 | 14 | 35 | 44 | 40 | 1/16               |                                          |
| 2001–02                                           | „A” | 8    | 30 | 12 | 7 | 11 | 48 | 47 | 43 | 1/16               |                                          |
| 2002–03                                           | „A” | 3    | 26 | 17 | 5 | 4  | 44 | 22 | 56 | 1/16               | A câștigat play-off-ul de promovare[1]   |
| 2003–04                                           | DN  | 7    | 28 | 6  | 5 | 17 | 29 | 52 | 23 | Sferturi de finală | A câștigat play-off-ul de retrogradare   |
| 2004–05                                           | DN  | 7    | 28 | 3  | 5 | 20 | 16 | 51 | 14 | 1/16               | A pierdut play-off-ul de retrogradare[2] |

## Jucători notabili
- Serghei Dinov
- Adrian Bogdan
- Alexandru Gațcan
- Vladislav Lungu
- Sergiu Secu
- Vladimir Tanurcov

## Unisport-2 Chișinău
Unisport-2 a fost echipa rezervă a clubului Unisport.
În 1997 echipa a fuzionat cu Termotransauto Strășeni, formând Unisport-2 Termotransauto Strășeni.
În 2000 echipa secundă devine prima echipă, Unisport-Auto, în legătură cu desformarea fuziunii Unisport-Nistru, și re-formarea echipei.

### Evoluțiile echipei secunde
| Sezon   |    | Poz | M  | V | R  | Î  | GS | GA | P  | Note |
| ------- | -- | --- | -- | - | -- | -- | -- | -- | -- | ---- |
| 1997-98 | 2D | 12  | 26 | 2 | 11 | 13 | 22 | 48 | 17 |      |
| 1998-99 | 3D |     |    |   |    |    |    |    |    |      |
| 1999-00 | 2D | 10  | 26 | 7 | 7  | 12 | 28 | 40 | 28 |      |